# Deutsche Kammerphilharmonie Bremen

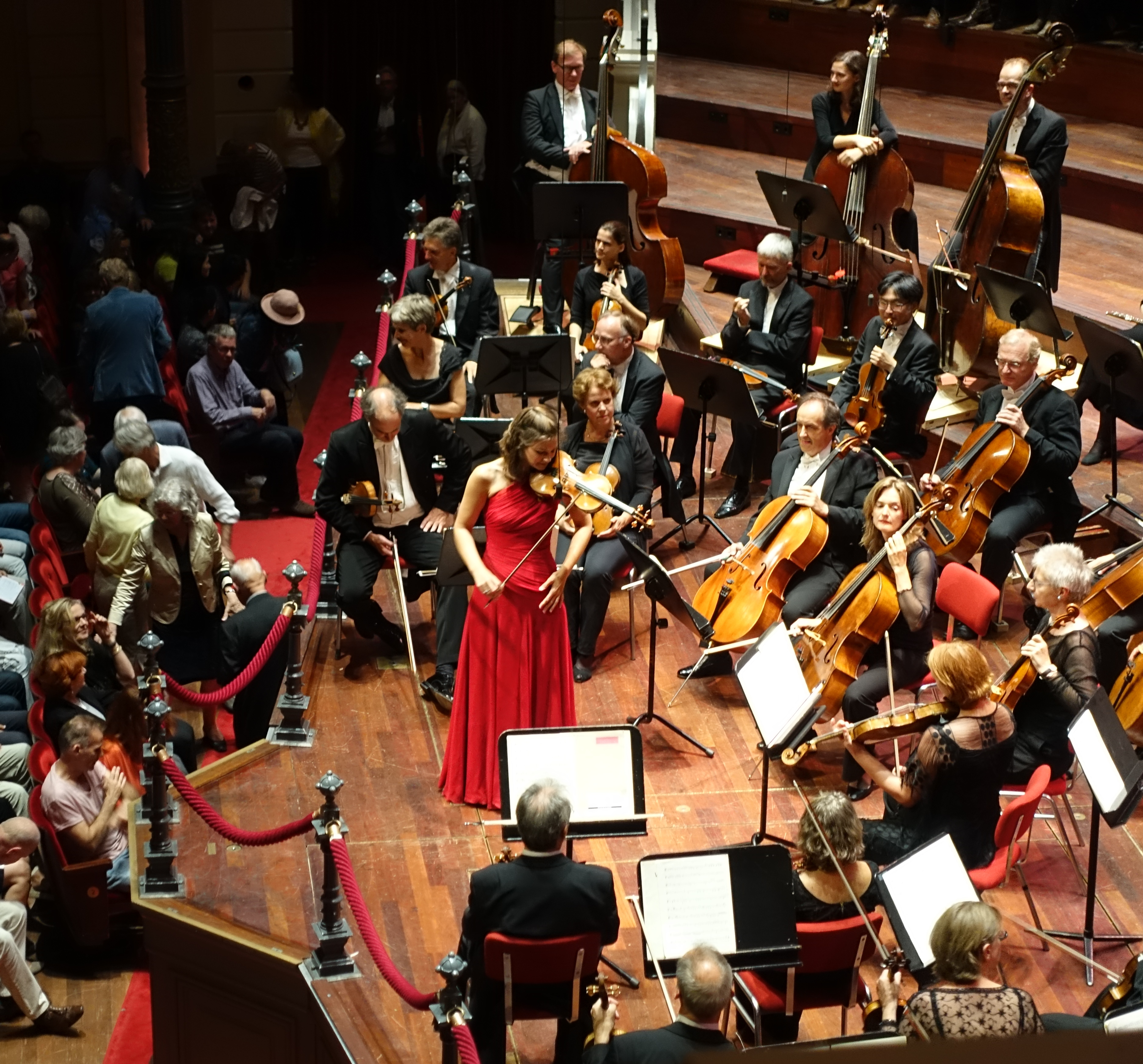
Janine Jansen mit der Deutschen Kammerphilharmonie Bremen im Concertgebouw (Amsterdam)

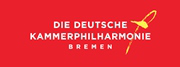

Die Deutsche Kammerphilharmonie Bremen ist ein international agierendes Orchester. Sie ist in Bremen ansässig und als Unternehmen (gGmbH) organisiert. Künstlerischer Leiter ist seit 2004 der estnische Dirigent Paavo Järvi.

## Geschichte
1980 als „Kammerorchester der Jungen Deutschen Philharmonie“ gegründet, war das Orchester in den ersten drei Jahren ein von den Gründern selbstorganisierter, basisdemokratischer Zusammenschluss von Musikstudenten.
Nach einem Auftritt vor der UNO in New York 1983 folgten 1984 und 1985 Einladungen zu Gidon Kremers Kammermusikfest in Lockenhaus.
1987 erfolgte die Institutionalisierung als professionelles Kammerorchester in Form einer GbR unter dem Namen „Deutsche Kammerphilharmonie“ in Frankfurt/Main. Es folgten erste Abonnement-Konzerte im Mozart-Saal der Alten Oper sowie weltweite Tourneen und Schallplattenaufnahmen mit international agierenden Solisten.
1990 bildeten Musiker der Deutschen Kammerphilharmonie die Bläsersolisten der Deutschen Kammerphilharmonie Bremen, ein festes Bläserensemble, das sich seither der Bläserkammermusik widmet. Das Ensemble hat zahlreiche CDs eingespielt. Eine Aufnahme mit Originalkompositionen von Carl Maria von Weber sowie Andreas Tarkmanns Bearbeitung von Mendelssohns Schauspielmusik zu Ein Sommernachtstraum wurde mit dem Echo Klassik Preis ausgezeichnet.
Mit Gidon Kremer ging die Deutsche Kammerphilharmonie 1991 auf ihre erste Japan-Tournee. Ebenfalls mit Gidon Kremer gab das Orchester im Rahmen einer USA-Tournee sein Debüt in der New Yorker Carnegie Hall.
Seit 1992 hat das Orchester seinen Sitz in Bremen, seither unter dem Namen „Die Deutsche Kammerphilharmonie Bremen“.
1995 fand erstmals das Open-Air-Festival „Sommer in Lesmona“ in Knoops Park in Bremen-Nord statt.
Seit 1998 hat das Orchester einen festen Platz beim Musikfest Bremen.
1999 übernahm Daniel Harding die musikalische Leitung des Orchesters. Es folgten CD-Einspielungen mit Werken von Beethoven, Brahms, Saint-Saëns, Berlioz und Milhaud sowie internationale Konzertreisen.
Ab 1999 nahm Albert Schmitt, bis dahin Kontrabassist im Orchester, seine Tätigkeit als Geschäftsführer auf und strukturierte das Orchester in ein Orchesterunternehmen um. Seither ist Die Deutsche Kammerphilharmonie Bremen als gemeinnützige GmbH organisiert.
Seit 2004 ist Paavo Järvi künstlerischer Leiter des Orchesters.
2005 wurde Die Deutsche Kammerphilharmonie Bremen für zehn Jahre „Orchestra in Residence“ beim internationalen Beethovenfest in Bonn.
2007 bezog das Orchester Probenräume in der Gesamtschule Bremen-Ost in Osterholz-Tenever. Das „Zukunftslabor“ wurde ins Leben gerufen, aus dem – gemeinsam mit Schule und Stadtteil – musikalisch-soziale, regelmäßig stattfindende Projekte wie die Bühnenshow „Melodie des Lebens“, die „Stadtteil-Oper“ und das jüngste Projekt „Club 443 Hz“ hervorgingen.
2010 wurde Die Deutsche Kammerphilharmonie Bremen Residenzorchester der Elbphilharmonie-Konzerte in Hamburg.
2015 gründete die Deutsche Kammerphilharmonie Bremen eine Akademie für junge Musiker.
2016 wurde die Deutsche Kammerphilharmonie Bremen erstes „Orchester des Jahres“ bei Deutschlandfunk Kultur.
Seit 2017 ist die Kammerphilharmonie Festivalorchester des Kissinger Sommers.

## Gastdirigenten und künstlerische Leiter
Die Deutsche Kammerphilharmonie Bremen arbeitet seit 1988 mit wechselnden Gastdirigenten zusammen, um die jeweiligen Epochen optimal ausarbeiten zu können. Bis 1999 hat das Orchester zudem keinen festen Chefdirigenten, um den Einfluss einzelner Künstlerpersönlichkeiten zu minimieren. In kammermusikalischer Tradition spielt das Orchester bis heute regelmäßig auch immer wieder ohne Dirigent.
- 1988–1990 Mario Venzago: Mit dem Schweizer Venzago gab es erstmals einen „ständigen ersten Gastdirigenten“. Mit ihm vertiefte sich die Kammerphilharmonie vor allem in die Werke der Zweiten Wiener Schule.
- 1990–1992 Heinrich Schiff: Der Cellist und Dirigent Schiff prägte in seiner Funktion als „erster Gastdirigent“ die künstlerische Entwicklung der Kammerphilharmonie entscheidend. Gemeinsam mit dem renommierten Instrumentalisten näherte sich das Orchester vermehrt dem klassischen Repertoire. Die ersten beiden CDs mit Beethoven-Sinfonien entstanden aus der Zusammenarbeit mit Schiff.
- 1993–1994 Jiří Bělohlávek: Bělohlávek, Spezialist für die tschechischen Meister sowie für die Epochen der Romantik und des Impressionismus, arbeitete als „Erster Dirigent“ mit dem Orchester zusammen.
- 1995–1999 Thomas Hengelbrock: Der Barock-Geiger und Dirigent wurde erster „künstlerischer Leiter“ der Deutschen Kammerphilharmonie. Mit ihm vertiefte und differenzierte Die Deutsche Kammerphilharmonie Bremen ihren stilistischen Ansatz durch das Spielen auf dem jeweiligen Instrumentarium verschiedener Epochen.
- 1999–2003 Daniel Harding: Der Dirigent, der 1993 als 17-Jähriger Assistent von Sir Simon Rattle geworden war, wurde erster „Musikalischer Direktor“ des Orchesters. Höhepunkt der Zusammenarbeit mit der Deutschen Kammerphilharmonie Bremen war 2003 ein Konzert bei den BBC Proms, welches von der British Broadcasting Corporation (BBC) neben nur fünf weiteren Konzerten von renommierten Orchestern für eine Aufzeichnung ausgewählt und als einziges tatsächlich im Fernsehen ausgestrahlt wurde.
- Seit 2004 Paavo Järvi: Der estnische Dirigent und Grammy-Preisträger übernahm im Januar 2004 die Künstlerische Leitung. Charakteristisch für die Zusammenarbeit zwischen der Deutschen Kammerphilharmonie Bremen und Järvi ist die Arbeit in Projekten. So ist der erste Schwerpunkt der gemeinsamen Arbeit die Neuinterpretation und Aufführung aller neun Beethoven-Sinfonien, gefolgt von den Sinfonien der Komponisten Robert Schumann und Johannes Brahms.
- Seit 2022 Tarmo Peltokoski: Nach einer ersten Zusammenarbeit im Rahmen des Deutschlanddebüts des finnischen Dirigenten und einer Reihe weiterer Konzerte unter seiner Leitung wurde er 2022 zum „Principal Guest Conductor“ (Erstem Gastdirigenten) des Orchesters ernannt. Seitdem leitete er die Deutsche Kammerphilharmonie Bremen bei vielen Auftritten sowie bei einer CD-Produktion mit Sinfonien von Wolfgang Amadeus Mozart.[4] Für eine CD mit Oskar Böhmes Konzert für Trompete wurde Tarmo Peltokoski 2023 mit dem Opus Klassik ausgezeichnet.[5]

## Gegenwart
Die Deutsche Kammerphilharmonie gilt als ein „Ensemble von Weltrang“. und als „eines der führenden Orchester der Welt“. Sie spielte weltweit in Konzerthäusern wie dem Wiener Musikverein, dem Concertgebouw Amsterdam oder der Carnegie Hall in New York. Bereits mehrfach war Die Deutsche Kammerphilharmonie Bremen zu Gast bei den BBC Proms, auf Festivals wie den Salzburger Festspielen, dem Rheingau Musik Festival oder dem Schleswig-Holstein Musik Festival. Die Deutsche Kammerphilharmonie Bremen spielte 2014 und 2019 auf Einladung des Bundespräsidenten im Schloss Bellevue und unternimmt jährlich Tourneen ins Ausland, zum Beispiel nach Japan, China, Süd- und Nordamerika.
Das Beethoven-Projekt, die Neuinterpretation und Einspielung der Orchesterwerke Ludwig van Beethovens mit Paavo Järvi fand bei der internationalen Kritik besondere Anerkennung. Die Wochenzeitung Die Zeit bezeichnete sie als „die mit weitem Abstand aufregendste Beethoven-Einspielung des 21. Jahrhunderts“. Der Gesamtzyklus aller neun Sinfonien wurde in Tokio und Yokohama (Japan), Lanaudière (Kanada), Strasbourg, Paris, bei den Salzburger Festspielen, beim Beethovenfest in Bonn, in Warschau, in São Paulo sowie in der Verbotenen Stadt (China) aufgeführt. Das Feuilleton der Zeit empfiehlt die Einspielungen der Beethoven-Sinfonien der Deutschen Kammerphilharmonie als eine der bedeutendsten überhaupt.
Im Anschluss an das Beethoven-Projekt (2011) setzte sich das Orchester gemeinsam mit Paavo Järvi mit dem sinfonischen Schaffen Robert Schumanns auseinander. Beide Zyklen wurden auf CD, DVD und für das Fernsehen (Deutsche Welle, Arte, Radio Bremen, Unitel) dokumentiert. Seit 2015 steht das sinfonische Werk des Komponisten Johannes Brahms im Fokus. Alle vier Brahms-Sinfonien erschienen bereits auf CD. Den Höhepunkt des Brahms-Projektes markiert die Aufführung des Requiems am 10. April 2018, genau 150 Jahre nach der Uraufführung im Bremer Dom. Ein weiteres Ergebnis des Brahms-Projektes ist die Musik-Dokumentation „The Brahms-Code“ (Deutsche Welle/Unitel).
Die Deutsche Kammerphilharmonie Bremen arbeitet mit internationalen Solisten und Dirigenten zusammen, darunter Christian Tetzlaff, Maria João Pires, Viktoria Mullova, Hélène Grimaud, Janine Jansen, Lang Lang, Igor Levit, David Fray, Hilary Hahn, Pekka Kuusisto, Martin Grubinger, Trevor Pinnock, Anna Netrebko und Sir Roger Norrington. Seit der Eröffnung der Elbphilharmonie 2017 ist Die Deutsche Kammerphilharmonie Bremen regelmäßig dort zu Gast. Sie war als erstes Orchester „Orchester des Jahres 2016“ beim Deutschlandfunk Kultur, ist seit 2017 Festivalorchester des Kissinger Sommers und war 2019 erstes „Orchestra in Residence“ beim Rheingau Musik Festival.
In Bremen gestaltet Die Deutsche Kammerphilharmonie Bremen derzeit vier Abonnement-Reihen jährlich im Konzerthaus „Die Glocke (Bremen)“ sowie Sonderkonzerte wie z. B. ein Benefizkonzert mit dem Bundespräsidenten, eine Kammermusikreihe und einmal im Jahr das Open-Air-Festival „Sommer in Lesmona“, das von mehreren Tausend Besuchern frequentiert wird.

## Organisation als Unternehmen und 5-Sekunden-Modell
Die Deutsche Kammerphilharmonie Bremen ist als Unternehmen organisiert, in dem alle Musiker Gesellschafter sind. So sind die Musiker nicht nur für den musikalischen, sondern auch für den wirtschaftlichen Erfolg des Orchesters verantwortlich. Derzeit finanziert sich Die Deutsche Kammerphilharmonie Bremen zu 72 % aus selbst erwirtschafteten Mitteln (Honorare und Sponsoring) und zu 28 % aus öffentlichen Mitteln. Die Finanzierung eines deutschen Orchesters erfolgt üblicherweise zu etwa 80 % aus öffentlichen Mitteln. Die wirtschaftliche und künstlerische Entwicklung des Orchesters war Ausgangspunkt für eine Zusammenarbeit mit Christian Scholz, ehemals Professor für Betriebswirtschaftslehre an der Universität Saarbrücken. Aus den Ergebnissen wurde das so genannte 5-Sekunden-Modell entwickelt, ein Management-Trainingsmodell für Hochleistungsteams. Diese Trainingsmethode und ihre Entwicklung sind in einem Buch dokumentiert. Inzwischen wurde das 5-Sekunden-Modell von verschiedenen Unternehmen implementiert.

## Zukunftslabor
Der Umzug 2007 in die Räume der Gesamtschule Bremen-Ost in Osterholz-Tenever, einem Stadtteil mit besonderem Entwicklungsbedarf, war für die weitere Entwicklung der Deutschen Kammerphilharmonie Bremen maßgeblich. Durch die unmittelbare Nähe zum Schulbetrieb entstand das „Zukunftslabor“, in dem Die Deutsche Kammerphilharmonie Bremen durch Projekte individuelles persönliches Wachstum durch Musik fördert.
Der Probensaal bietet zudem optimale Bedingungen für Orchesterproben und CD-Produktionen.
2009 ernannte Staatsminister Bernd Neumann das „Zukunftslabor“ der Deutschen Kammerphilharmonie Bremen zum Modellprojekt.
Das Zukunftslabor erhielt im Jahr 2012 den Echo Klassik in der Kategorie „Nachwuchsförderung“.
2014 wurde Die Deutsche Kammerphilharmonie Bremen für ihre Arbeit im „Zukunftslabor“ mit dem Würth-Preis der Jeunnesses Musicales ausgezeichnet. In der Laudatio der Verleihung hieß es: „Das Orchester wirkt durch hervorragende Stadtteil- und Jugendprojekte in der Initiative ‚Zukunftslabor‘ als Katalysator für gesellschaftliche Veränderungsprozesse. Damit zeigt die Kammerphilharmonie die Aktualität und Relevanz von Orchestern in der Mitte der modernen Gesellschaft.“
2017 entwickelt das Zukunftslabor in Kooperation mit der Kamel Lazaar Foundation das Future Lab Tunisia, nach dem Modell des Bremer Zukunftslabors.

## Akademie
Im September 2015 gründete Die Deutsche Kammerphilharmonie Bremen die Orchester-Akademie, eine Ausbildungseinrichtung für junge herausragende Musiker. Das Ziel der Ausbildung ist die Vorbereitung der Absolventen auf eine professionelle Musikerlaufbahn mit den besonderen, auch unternehmerischen Herausforderungen des aktuellen Kulturbetriebs.
Jährlich werden vier Akademisten ausgewählt, die zwei Jahre eng mit dem Orchester zusammenarbeiten und unter der Leitung von Paavo Järvi Konzerte im In- und Ausland mit Solisten spielen.

## Auszeichnungen
Echo Klassik/Opus Klassik
- 2023: Kategorie Nachwuchskünstler/in des Jahres, Tarmo Peltokoski mit Matthias Höfs, Oskar Böhme: Konzert für Trompete
- 2018: Kategorie Sinfonische Einspielung des Jahres (19. Jahrhundert), Paavo Järvi und Die Deutsche Kammerphilharmonie Bremen, Johannes Brahms: Sinfonie Nr. 2, Tragische Ouvertüre und Akademische Festouvertüre

- 2012: für das „Zukunftslabor“ für Nachwuchsförderung

- 2010: Kategorie Dirigent des Jahres, Paavo Järvi und Die Deutsche Kammerphilharmonie Bremen, Ludwig van Beethoven, Sinfonien 2 & 6 „Pastorale“

- 2010: Kategorie Konzerteinspielung des Jahres, Janine Jansen und Die Deutsche Kammerphilharmonie Bremen, Ludwig van Beethoven & Benjamin Britten, Violin Concertos

- 2009: Kategorie Konzerteinspielung des Jahres (18. Jh., Klavier), Piotr Andrzejewski und Die Deutsche Kammerphilharmonie Bremen, Ludwig van Beethoven, Bagatellen op. 126/Klavierkonzert Nr. 1

- 2009: Kategorie Konzerteinspielung des Jahres (18. Jh., Trompete), Alison Balsom und Die Deutsche Kammerphilharmonie Bremen, Joseph Haydn & Johann Nepomuk Hummel, Trompetenkonzerte

- 2009: Kategorie Instrumentalist des Jahres (Klavier), David Fray und Die Deutsche Kammerphilharmonie Bremen, Johann Sebastian Bach, Klavierkonzerte

Diapason d´Or
- 2015: Paavo Järvi und Die Deutsche Kammerphilharmonie Bremen, Schumann Sinfonie Nr. 4, Ouvertüre, Scherzo & Finale, Konzertstück für 4 Hörner

- 2015: Paavo Järvi und Die Deutsche Kammerphilharmonie Bremen, Beethoven Ouvertüren

- 2009: Frieder Bernius und Die Deutsche Kammerphilharmonie Bremen, Franz Schubert: Sakontala

- 2003: Frieder Bernius und die Bläsersolisten der Deutschen Kammerphilharmonie Bremen/Kammerchor Stuttgart, Johannes Brahms: Warum ist das Licht gegeben?

Preis der Deutschen Schallplattenkritik
- 2014: Bestenliste 2014, Frieder Bernius, Kammerchor Stuttgart und Die Deutsche Kammerphilharmonie Bremen, Louis Spohrs Oratorium „Die letzten Dinge“

- 2010: Bestenliste 1/2010, Janine Jansen und Paavo Järvi, Beethoven & Britten, Violin Concertos

- 2007: Jahrespreis 2007, Paavo Järvi und Die Deutsche Kammerphilharmonie Bremen, Beethoven, Sinfonien 3 und 8

Sonderpreise
- 2010: Ehrenpreis des Preises der Deutschen Schallplattenkritik für Die Deutsche Kammerphilharmonie Bremen

- 2007: Deutscher Gründerpreis, Sonderpreis für besondere unternehmerische Leistungen

- 2007: Zukunftsaward, Sonderpreis für besondere unternehmerische Leistungen

Weitere Preise
- 2019: Rheingau Musikpreis für Die Deutsche Kammerphilharmonie Bremen mit ihrem künstlerischen Leiter Paavo Järvi

- 2019: Preis der Gunter und Juliane Ribke-Stiftung für Die Deutsche Kammerphilharmonie Bremen für ihr soziales Engagement im Rahmen des „Zukunftslabors“

- 2016: „Orchester des Jahres“, Deutschlandfunk Kultur

- 2013: Vision Award für Die Deutsche Kammerphilharmonie Bremen für die Musikförderung von Schülerinnen und Schülern im Zukunftslabor

- Mozart-Medaille der Stadt Frankfurt für Die Deutsche Kammerphilharmonie Bremen für herausragende musikalische Leistungen

## Repertoire
Das Repertoire des Orchesters erstreckt sich vom Barock bis zur zeitgenössischen Musik. Darüber hinaus gilt das Interesse des Orchesters auch Crossover-Projekten. Bevorzugt arbeitet Die Deutsche Kammerphilharmonie Bremen dabei jeweils mit Spezialisten ihres Genres. In der historisch informierten Aufführungspraxis sind das insbesondere Sir Roger Norrington, Trevor Pinnock und Reinhard Goebel. Neue Musik wurde bereits zusammen mit Matthias Pintscher, Kristjan Järvi oder George Benjamin erarbeitet. Das klassisch-romantische Repertoire steht derzeit im Fokus der Zusammenarbeit mit dem Künstlerischen Leiter Paavo Järvi.
Die Deutsche Kammerphilharmonie Bremen spielte bei Deutsche Grammophon, Teldec, BMG, Virgin Classics, Decca Records, Berlin Classics, PentaTone und Sony CDs ein.

## Filmographie
- „The Brahms Code“, eine Musikdokumentation mit Paavo Järvi und der Deutschen Kammerphilharmonie Bremen in Kooperation mit der Deutschen Welle, 2019

- „Schumann at Pier 2“, Konzertfilm von Christian Berger, 2012

- „Das Beethoven Projekt“, eine Musikdokumentation mit Paavo Järvi und der Deutschen Kammerphilharmonie Bremen, 2010

- „Beethoven, Rap und Träume. Die Deutsche Kammerphilharmonie Bremen – zwischen Tenever und New York“, Ein Film von Marianne Strauch, 2009